# Sirius FM4
O Sirius FM4, também conhecido como Radiosat 4, é um satélite de comunicação estadunidense que foi construído pela Space Systems/Loral (SS/L) para a Sirius XM Holdings como um satélite reserva e que nunca foi lançado. O satélite foi baseado na plataforma LS-1300 e possuía uma expectativa de vida útil estimada de 15 anos.

## História
O  foi construído como um satélite sobressalente em terra e nunca foi lançado. Em outubro de 2012, o mesmo foi doado para o Museu Nacional do Espaço Steven F. Udvar-Hazy Center, onde foi colocado em exposição.